# AI Гидры
AI Гидры (лат. AI Hydrae) — двойная затменная переменная звезда типа Алголя (EA) в созвездии Гидры на расстоянии приблизительно 2099 световых лет (около 643 парсек) от Солнца. Фотографическая звёздная величина звезды — от +9,94m до +9,35m. Орбитальный период — около 8,2897 суток. Возраст звезды определён как около 850 млн лет.
Открыта Куно Хофмейстером в 1934 году*.

## Характеристики
Первый компонент — жёлто-белая пульсирующая переменная звезда типа Дельты Щита (DSCTC) спектрального класса F0V, или F0, или F2. Масса — около 1,95 солнечной, радиус — около 2,754 солнечного, светимость — около 24,044 солнечной. Эффективная температура — около 7500 K.
Второй компонент — жёлто-белая пульсирующая переменная звезда типа Дельты Щита (DSCTC) спектрального класса F2m, или F2, или F5. Масса — около 2,096 солнечной, радиус — около 3,863 солнечного, светимость — около 35,81 солнечной. Эффективная температура — около 7000 K.